# Laelia turneri
Laelia turneri är en fjärilsart som beskrevs av Collenette 1934. Laelia turneri ingår i släktet Laelia och familjen tofsspinnare. Inga underarter finns listade i Catalogue of Life.